# San Antonio de Arredondo
San Antonio de Arredondo é uma comuna da província de Córdoba, na Argentina.